# Атенський Сіон

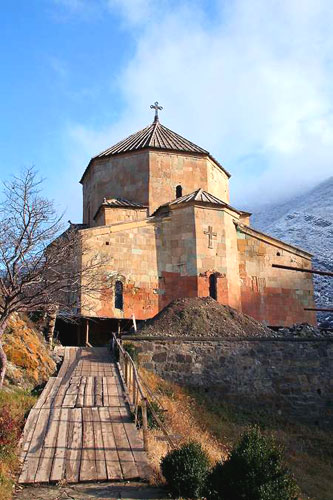

Атенський Сіон (груз. ატენის სიონი) — грузинський монастир Сіоні в селі Атені (10 км на південь від Горі) на березі річки Тана, побудований в I-й половині VII століття за зразком Джварі (тетраконх). Вціліли в ньому розписи 1080-х років, а також видно сліди пожежі від навали шаха Аббаса I (який розпалив в храмі багаття). В даний момент храм діючий. 
Атенскій Сіон — те небагато, що залишилося від споруд в ущелині Тана. Колись тут знаходилося велике місто Атені, кілька замків і чи не три сотні монастирів. Дещо ще залишилося в глухих кутах ущелини. Від міста Атені залишився тільки замок над селом Діді-Атену і Сіонський Храм. 
Храм побудований відразу після знаменитого храму Джварі, так що являє собою щось на зразок ремейка. Однак, мода на храми в стилі Джварі скоро скінчилася, і побудований трохи пізніше храм в Рконі вже не має з Джварі нічого спільного. 
Цікавий Атенскій Сіон також з точки зору грузинської писемності. Вийшло так, що в ньому зберігся найбільш ранній напис шрифтом хуцурі і найраніший напис шрифтом мхедрулі. Написи на асомтаврулі там теж є, але не особливо ранні. Є в храмі написи, нашкрябані шрифтом хуцурі, але здається, що зроблені вони пізніше. Храм взагалі сильно попсований такими написами. Все тому, що облицювальний камінь м'який. 
Десь у храмі повинен бути ще напис, що розповідаає про нашестя арабського воєначальника Бугі в 853 році і спалення Тбілісі. 
Всередині можна також побачити фрагменти фресок, хоча вони сильно постраждали від вогню, який розвів тут шах Аббас. Чорне на стінах — це саме воно — привіт від шаха Аббаса. Десь серед фресок є портрет Баграта IV — царя, за життя якого сталося нашестя сельджуків. 
Крім того, околиці храму симпатичні самі по собі. Вони не зіпсовані забудовою і сільським господарством. При бажанні можна піти вгору по ущелині і через перевал вийти в Бакуріані або в Цалко. 
У храму є тільки один мінус — його важко фотографувати. Вдалі кадри можуть вийти, якщо перейти ущелину і піднятися на гору з іншого боку. Але на це не багато хто вирішується.

## Галерея

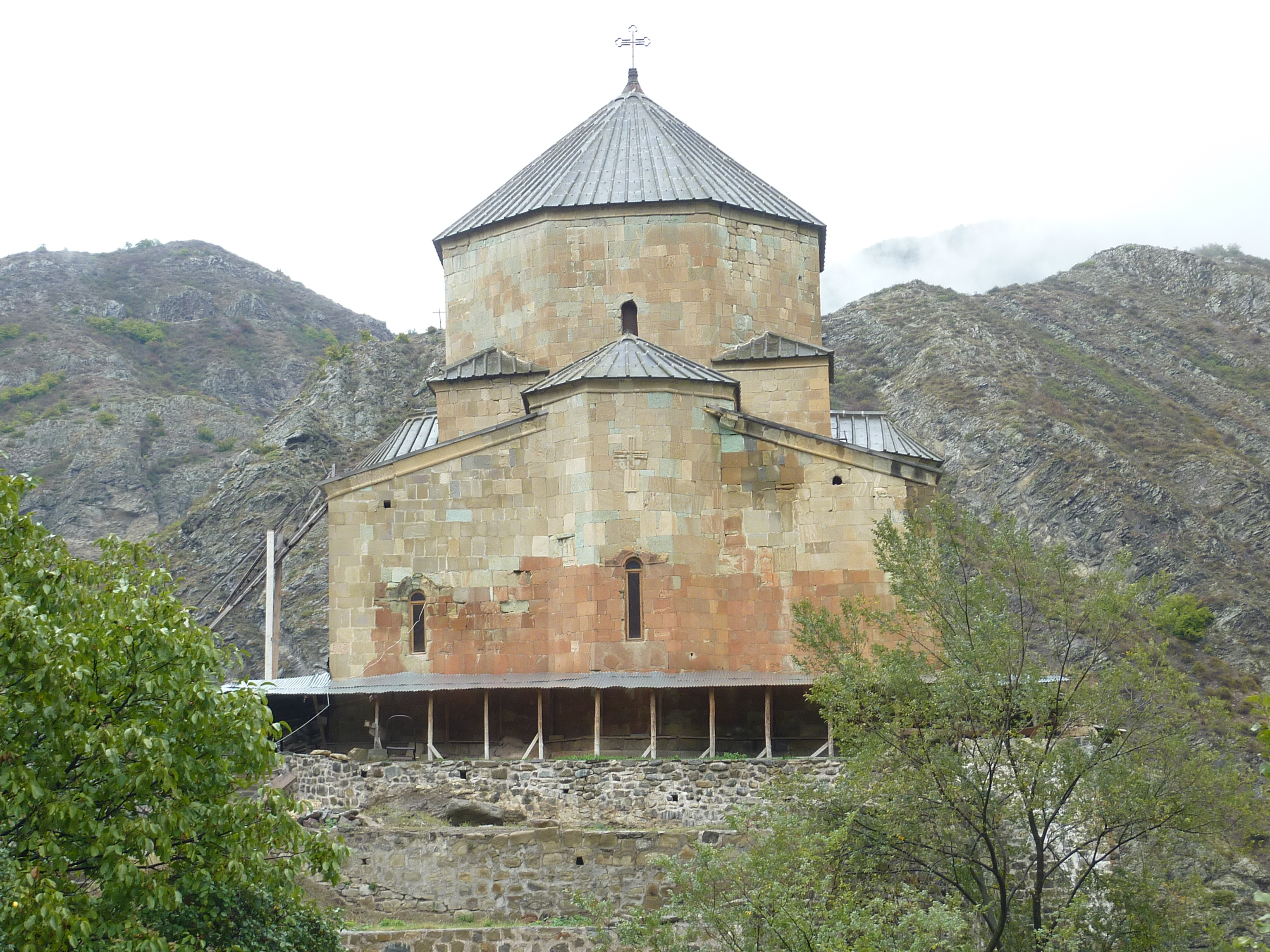
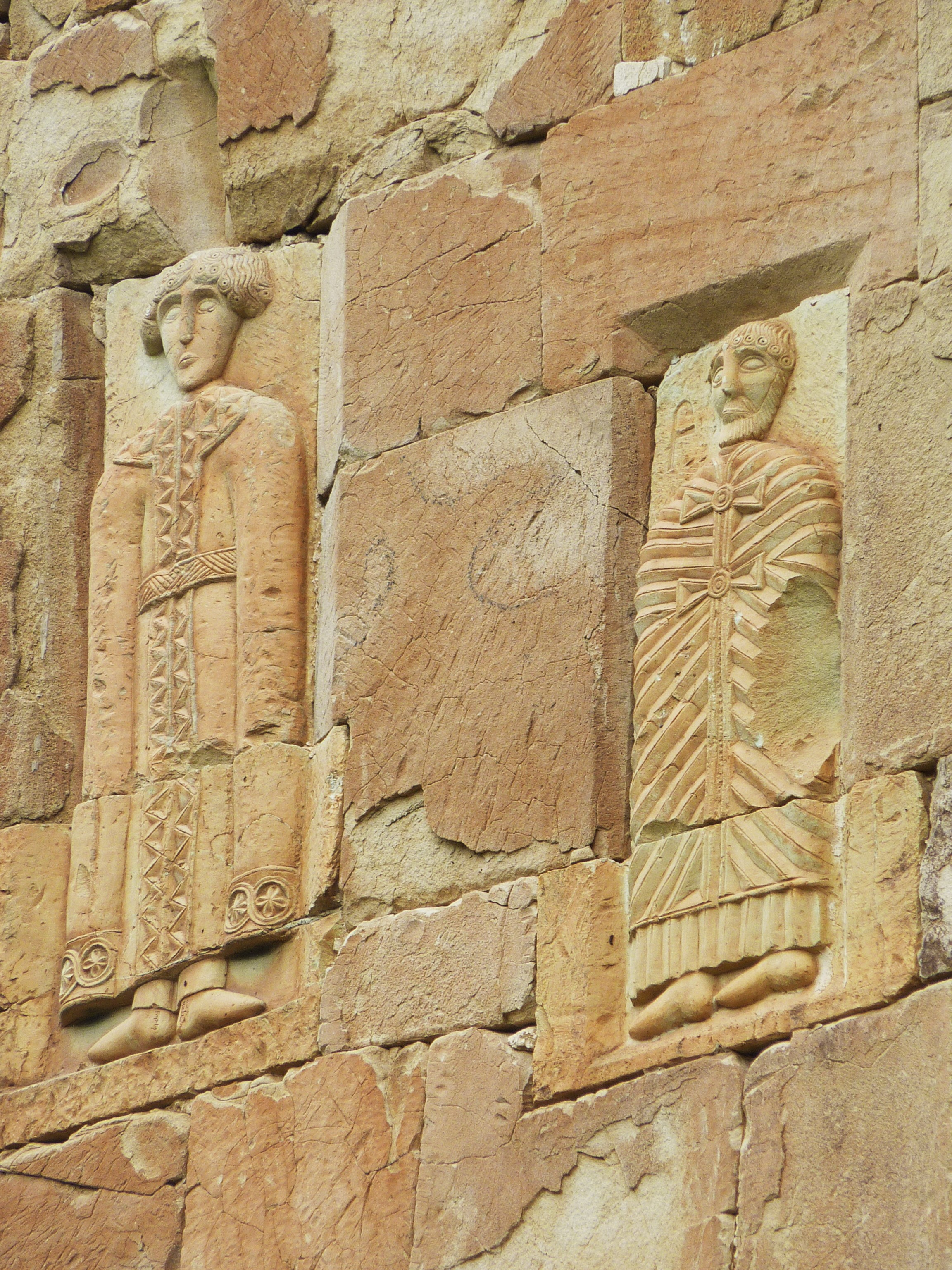
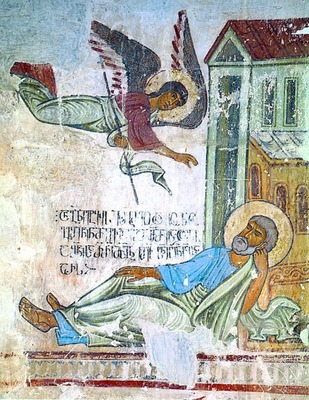
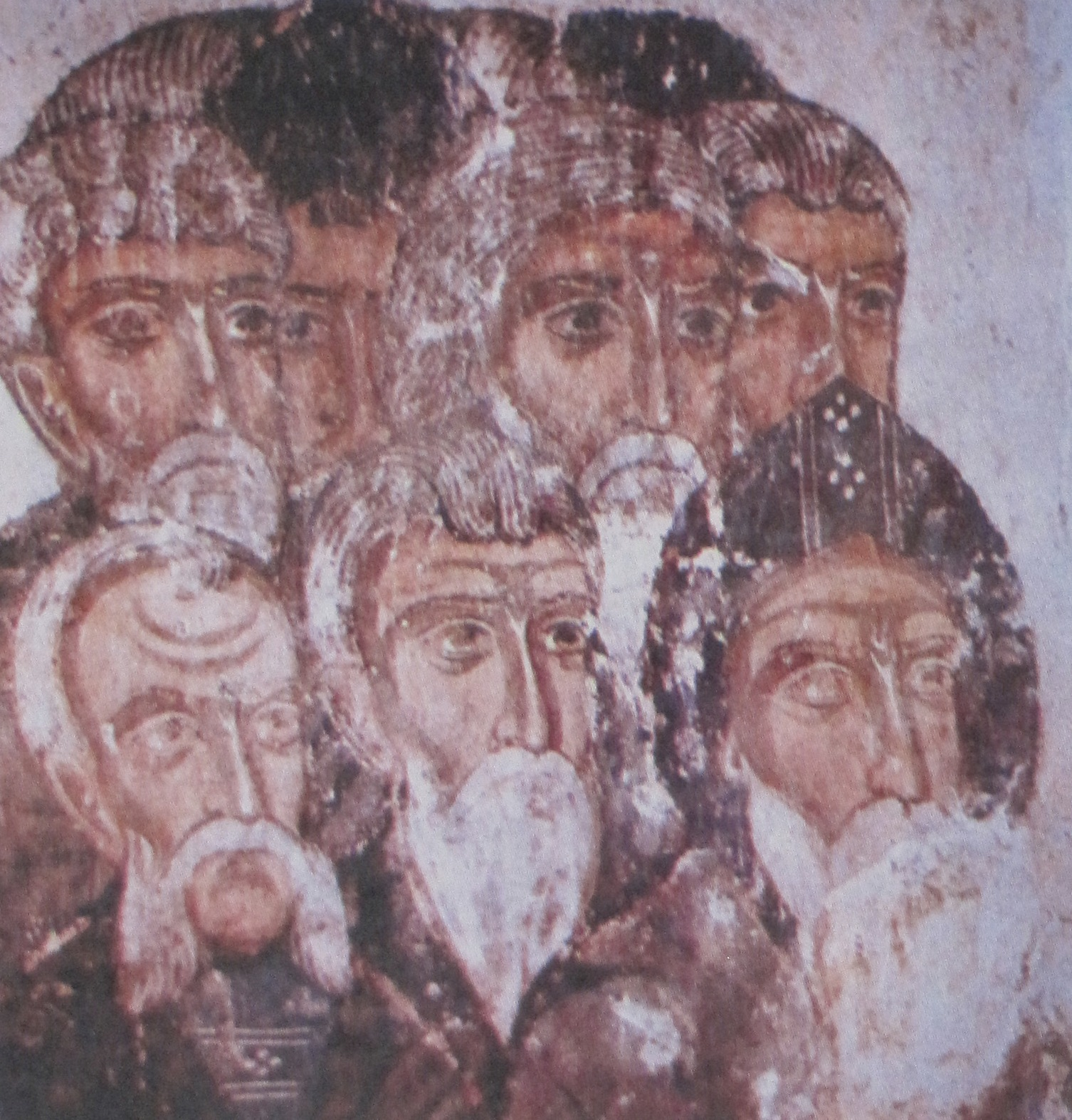
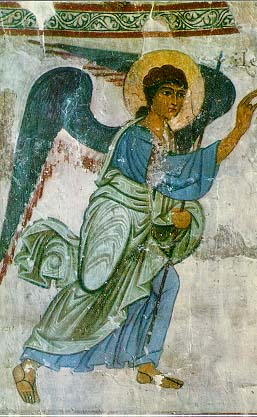
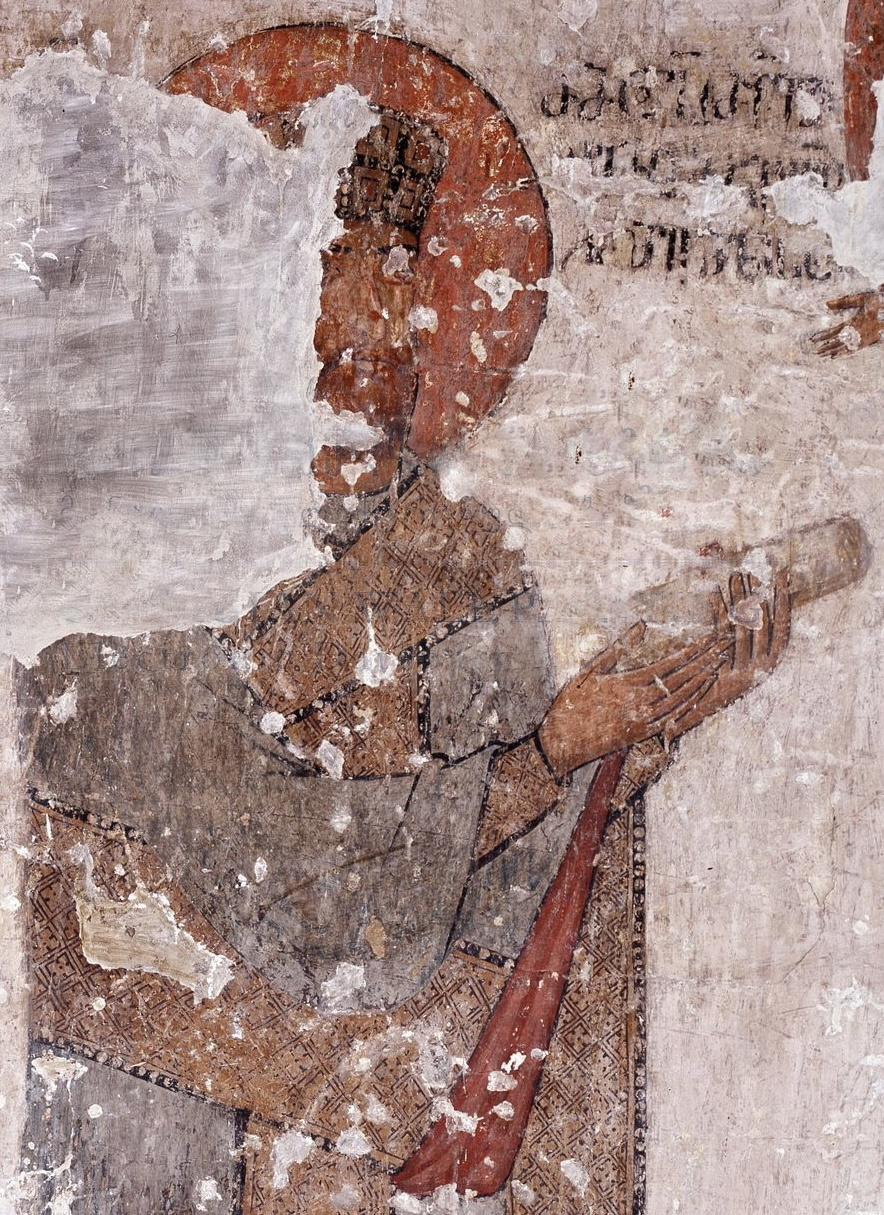
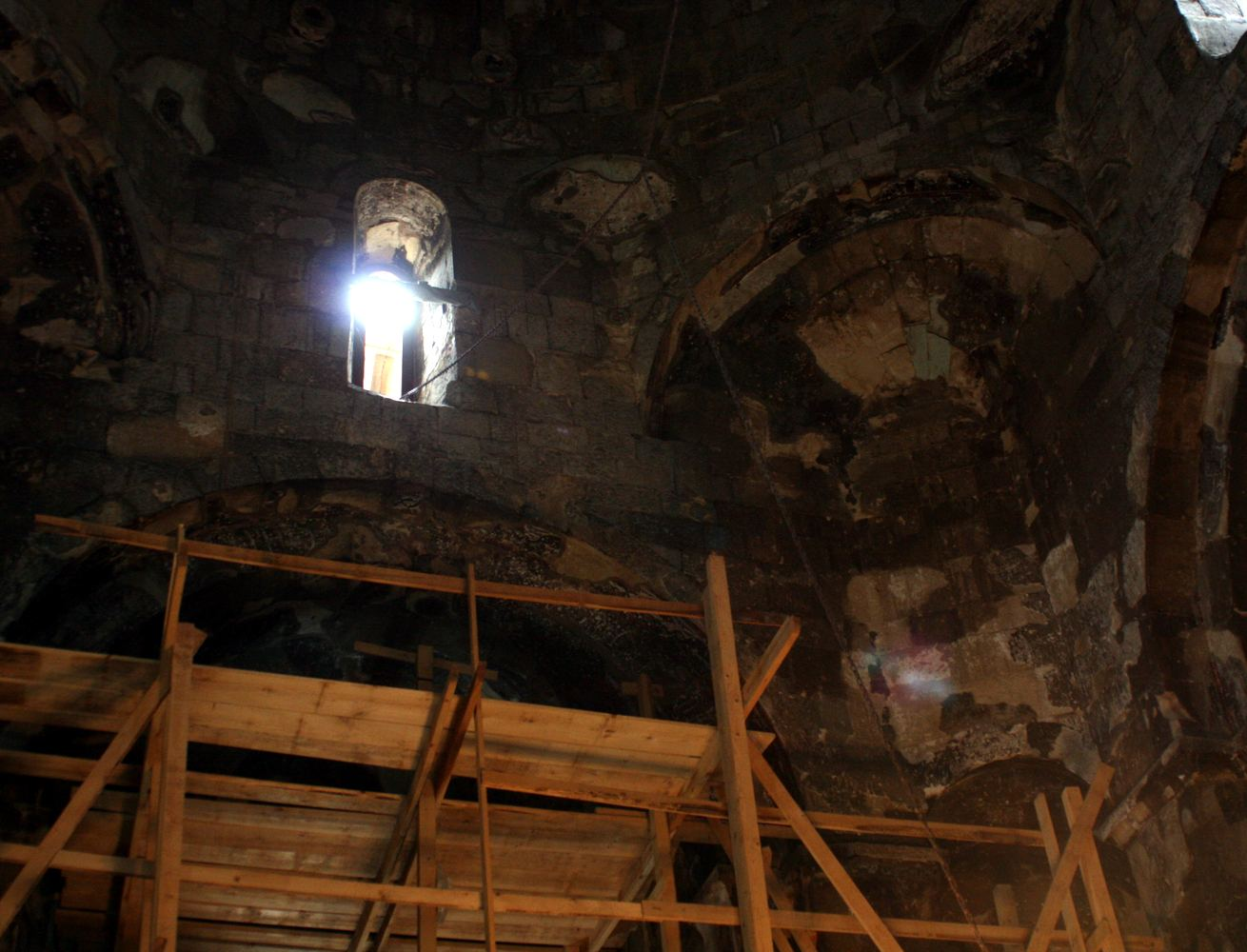
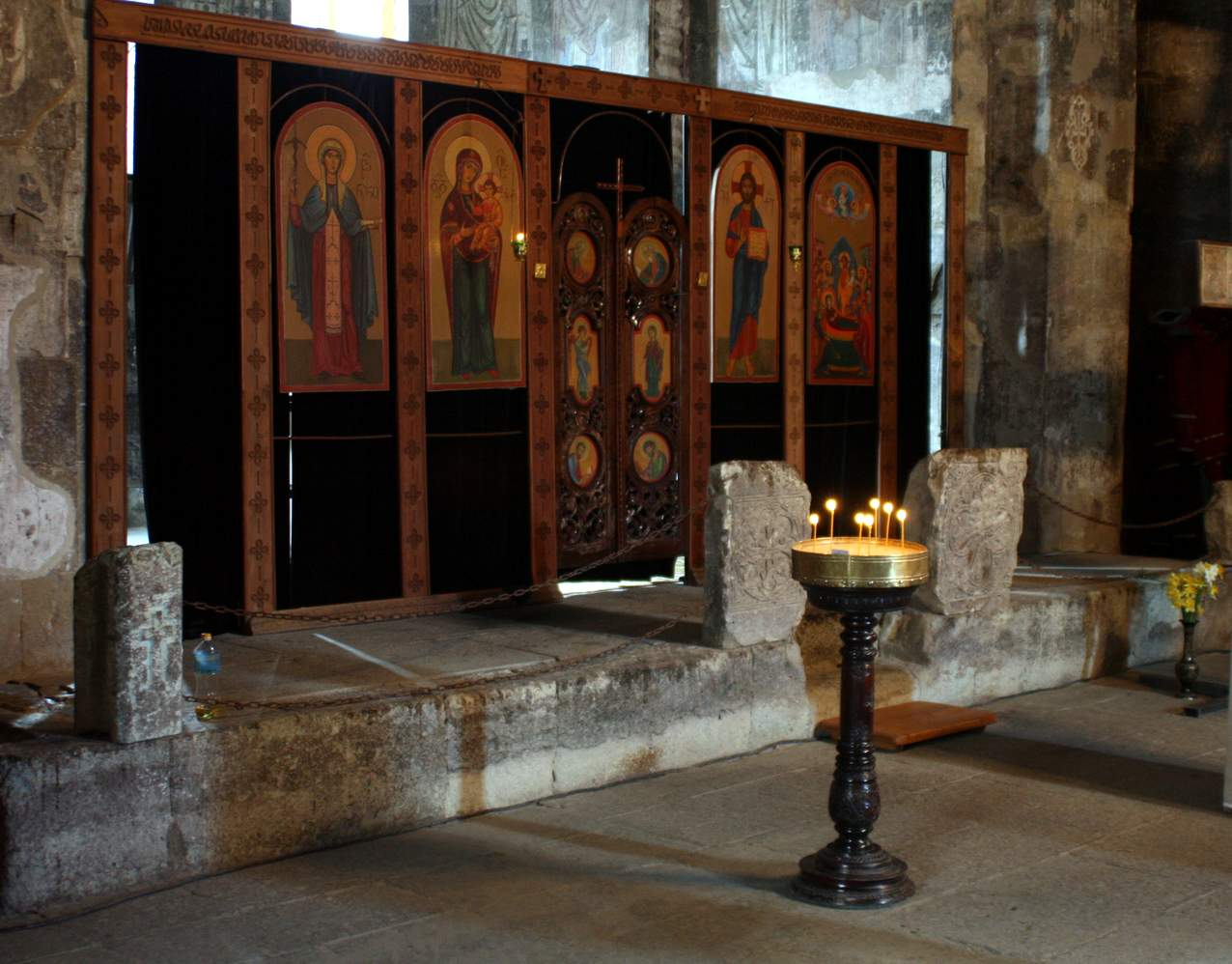

## Як потрапити
У Атені зручно потрапляти з боку Горі. Треба від міського вокзалу дістатися до села Хідіставі, там поворот — приблизно за два кілометри від станції. Є вказівник. Через три кілометри розпочнеться село Патара-Атені, ще через 4 кілометри — село Діді-Атені, перед яким буде симпатичний храм на скелі, в самому місті є жіночий монастир, ще один храм праворуч від траси та Атенська фортеця високо на скелі. звідти треба проїхати ще кілометр, і зліва від траси, одразу за гіркою, буде сам Сіонський Храм. З Горі сюди ходять маршрутки, але незрозуміло, з якою регулярністю. 